# Monte Sinaí, Las Margaritas
Monte Sinaí är en ort i Mexiko.   Den ligger i kommunen Las Margaritas och delstaten Chiapas, i den sydöstra delen av landet, 800 km öster om huvudstaden Mexico City. Monte Sinaí ligger 1 695 meter över havet och antalet invånare är 116.
Terrängen runt Monte Sinaí är kuperad. Runt Monte Sinaí är det ganska glesbefolkat, med 30 invånare per kvadratkilometer. Närmaste större samhälle är Las Margaritas, 18,8 km söder om Monte Sinaí. I omgivningarna runt Monte Sinaí växer i huvudsak städsegrön lövskog.